# Alan Mario Sant
Alan Mario Sant (16 augustus 1980) is een Maltees voormalig voetbalscheidsrechter. Hij was in dienst van FIFA en UEFA tussen 2010 en 2019. Ook leidde hij tot 2020 wedstrijden in de Maltese Premier League.
Op 23 augustus 2008 leidde Sant zijn eerste wedstrijd in de Maltese eerste divisie. De wedstrijd tussen Floriana en Ħamrun Spartans eindigde in 0–0. Hij gaf in dit duel twee rode kaarten. Drie jaar later, op 30 juni 2011, floot de scheidsrechter zijn eerste wedstrijd in de UEFA Europa League. Trans Narva en Rabotnički Skopje troffen elkaar in de eerste ronde (1–4). In dit duel deelde de Maltese leidsman vier gele kaarten uit. Zijn eerste wedstrijd in de UEFA Champions League volgde op 30 juni 2010, toen in de eerste ronde Tre Fiori met 0–3 verloor van Rudar Plevlja. Sant gaf in dit duel vijfmaal een gele kaart aan een speler.

## Interlands
| Datum            | Plaats                    | Wedstrijd                 | Uitslag | Competitie             | Kreeg geel | Kreeg voor de tweede keer geel en dus rood | Weggestuurd |
| ---------------- | ------------------------- | ------------------------- | ------- | ---------------------- | ---------- | ------------------------------------------ | ----------- |
| 5 maart 2014     | Andorra la Vella, Andorra | Andorra – Moldavië        | 0 – 3   | Vriendschappelijk      | 3          | 0                                          | 0           |
| 31 maart 2015    | Luxemburg, Luxemburg      | Luxemburg – Turkije       | 1 – 2   | Vriendschappelijk      | 3          | 0                                          | 0           |
| 29 maart 2016    | Gibraltar                 | Gibraltar – Letland       | 0 – 5   | Vriendschappelijk      | 1          | 0                                          | 0           |
| 29 mei 2016      | Ta' Qali, Malta           | Italië – Schotland        | 1 – 0   | Vriendschappelijk      | 0          | 0                                          | 0           |
| 3 september 2017 | Tórshavn, Faeröer         | Faeröer – Andorra         | 1 – 0   | WK 2018 kwalificatie   | 6          | 0                                          | 0           |
| 9 september 2018 | Vaduz, Liechtenstein      | Liechtenstein – Gibraltar | 2 – 0   | Nations League 2018/19 | 6          | 0                                          | 0           |
| 19 november 2019 | Pula, Kroatië             | Kroatië – Georgië         | 2 – 1   | Vriendschappelijk      | 0          | 0                                          | 0           |